# Rhyssemus asperocostatus
Rhyssemus asperocostatus är en skalbaggsart som beskrevs av Leon Fairmaire 1892. Rhyssemus asperocostatus ingår i släktet Rhyssemus och familjen Aphodiidae. Inga underarter finns listade i Catalogue of Life.